# Башкова
Башкова — деревня в Тобольском районе Тюменской области России. Административный центр Башковского сельского поселения.

## География
Деревня находится в северной части области, в пределах Западно-Сибирской равнины, на правом берегу реки Старицы (одна из стариц Иртыша), к западу от федеральной автотрассы Р404, примыкая к северным окраинам города Тобольска, административного центра района.

## Уличная сеть
- Береговая улица
- Восточная улица
- Улица Дорожников
- Улица Мелиораторов
- Набережная улица
- Улица Строителей

### Климат
Климат характеризуется как резко континентальный, с длительной морозной зимой и коротким тёплым летом. Средняя многолетняя температура самого холодного месяца (января) составляет −18,6 °С (абсолютный минимум — −49 °С), температура самого тёплого (июля) — 17,6 °С (абсолютный максимум — 38 °С). Безморозный период длится в течение 111 дней. Среднегодовое количество осадков — 200—427 мм, из которых около 70 % приходится на период с мая по сентябрь. Снежный покров держится в среднем 156 дней.

## Население
| 2010 |
| ---- |
| 532  |

### Национальный состав
Согласно результатам переписи 2002 года, в национальной структуре населения русские составляли 78 % из 498 чел.

## Инфраструктура
Фельдшерско-акушерский пункт ГБУЗ ТО Областная больница № 3.
Филиал МАОУ Нижнеаремзянская СОШ — Башковская Нош.
Личное подсобное хозяйство с зоной сельскохозяйственного использования, индивидуальная застройка усадебного типа.
Возле деревни 7 садовых товариществ.

## Транспорт
Дороги с твердым покрытием, автобусное сообщение. Остановки общественного транспорта «Башкова», «Магазин».